# Tears in snow
「Tears in snow」（ティアーズ・イン・スノー ）は、佐藤ひろ美の楽曲。tororoが作詞、上松範康が作曲を手掛けた。佐藤のメジャー8枚目、および通算17枚目のシングルとして2005年12月23日にb-fairy recordsから発売された。

## 概要
佐藤のソロシングルとしては前作「Sugar season vol.4 〜冬恋〜」からわずか2日後に発表され、ブロッコリーからのシングルとしては、「こえだちゃんのおはやっほー♪」以来1年ぶりとなるリリース。また、芸名が「佐藤ひろ美」に改名後初の作品なった。
表題曲はPC用ゲームソフト『true tears』のオープニングテーマ、カップリング曲はラジオ関西番組『ラジオトゥルーティアーズ るいと穂香の瑞鳳学園放送部(T_T)』のオープニングテーマにそれぞれ使用された。
オリコンチャートは圏外となった。

## シングル収録内容
| 全作詞: tororo。 |                                  |           |            |      |
| #                | タイトル                         | 作詞      | 作曲・編曲 | 時間 |
| 1.               | 「Tears in snow」                | tororo    | 上松範康   | 5:11 |
| 2.               | 「MELODY 〜メロディ〜」          | tororo    | 藤間仁     | 4:36 |
| 3.               | 「Tears in snow」(karaoke)       | tororo    |            | 5:10 |
| 4.               | 「MELODY 〜メロディ〜」(karaoke) | tororo    |            | 4:34 |
| 合計時間:        | 合計時間:                        | 合計時間: | 19:31      |      |

## 収録アルバム
| 曲名          | 収録アルバム                        | 発売日        | 備考 |
| ------------- | ----------------------------------- | ------------- | ---- |
| Tears in snow | Brilliant Moon                      | 2007年5月25日 |      |
| Tears in snow | Elements Garden II ～TONE CLUSTER～ | 2009年9月2日  |      |
| Tears in snow | 佐藤ひろ美 THE BEST -Ever Green-    | 2010年9月22日 |      |

### 
1. 1 2  “佐藤ひろ美／Tears in snow”.   紀伊國屋書店ウェブストア. 2024年10月24日閲覧。
2. 1 2  “Tears in snow | 佐藤裕美”. ORICON NEWS.  オリコン. 2024年10月24日閲覧。